# Choro
Der Choro (Aussprache ['ʃoɾu]) oder Chôro ist ein instrumentaler brasilianischer Musikstil, der wahrscheinlich in den 1870er Jahren in Rio de Janeiro als Fusion von populärer europäischer Musik (Polka, Walzer) und der Musik afrikanischer Sklaven entstand.

## Ursprung des Begriffs
Über den Ursprung des Begriffs Choro gibt es drei Theorien:
- Choro ist das portugiesische Wort für Klage (chorar = weinen). Die häufig melancholischen Melodien des Choro würden erklären, wie die Musik zu diesem Namen kam.
- Xolo könnte der Urahn des Worts Choro gewesen sein; Xolo war ein afrikanischer Tanz.
- Choro könnte eine Reduktion des Worts Charamela für Schalmei sein; frühe Choros wurden in der Tat auch häufig von Blasmusikensembles gespielt.

## Besetzung

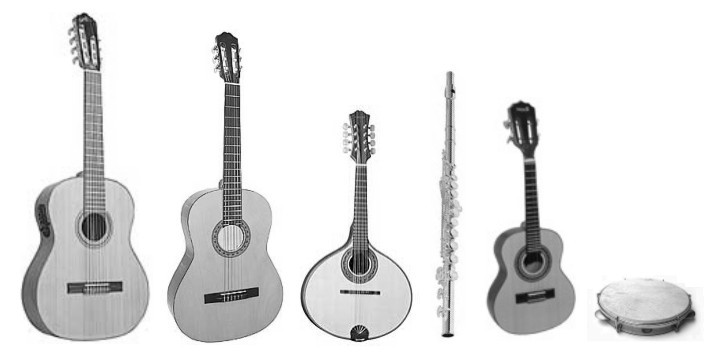
Instrumente des Choro: Siebensaitige Gitarre, Gitarre, Bandolim, Flöte, Cavaquinho, Pandeiro

Traditionell besteht eine Choro-Gruppe aus einer oder zwei Gitarren, einem Cavaquinho, einem Pandeiro, verschiedenen Perkussionsinstrumenten und beliebigen Soloinstrumenten – häufig Flöte, Klarinette oder Mandoline (Bandolim). Die Bassfunktion wurde ursprünglich von der Ophikleide und seit den 1930er Jahren oftmals von einer siebensaitigen Gitarre (violão de sete cordas) übernommen. Inzwischen gibt es Kompositionen für alle möglichen Instrumente und Besetzungen, vom Piano bis zur Big Band. Es gibt auch Choros mit Gesang, wie z. B. Tico-Tico no Fubá (Der Spatz im Mehl).

## Komposition
Improvisationen über das Thema der Komposition spielen eine bedeutende Rolle. Die meisten Chorokompositionen sind charakterisiert durch ein relativ hohes Tempo, eine Melodie- und Rhythmusstruktur, die auf 16teln beruht und die sambatypische Phrasierung, bei der diese 16tel nicht gleichmäßig, sondern mit einem gewissen „Ei“ gespielt werden. Durch die mit hohem Tempo gespielten Melodielinien aus durchlaufenden 16teln ist von den Musikern hohe Virtuosität gefordert. Und das nicht nur von den Solo- oder Melodieinstrumenten; auch die Begleitung lehnt sich dicht an die Melodie an, geht mit der Akzentuierung mit, unterstützt und trägt dadurch den Melodieverlauf.
Häufig sind Choros in klassischer A B A C A – Form komponiert. Es gibt also ein Hauptthema, dem eine zweite Melodie folgt, dann wird das erste Thema wiederholt, danach kommt noch ein drittes und schließlich wird die erste Melodie noch einmal wiederholt. Diese drei Teile können sich in Rhythmik und Stil sehr voneinander unterscheiden.

## Der Choro heute
Seit dem Aufkommen des Rundfunks in den 1920er Jahren ist die Bedeutung des Choros gesunken. Einige Musiker halten die Tradition jedoch aufrecht und machen ihn mit seiner Virtuosität zu einem der interessantesten Musikstile Brasiliens. In Europa ist dieser Musikstil dagegen weitgehend unbekannt.
Ab Mitte der 1930er Jahre verschwand der Choro fast vollständig und wurde erst in den 1950er Jahren in Brasilien wiederentdeckt. Damals gab es die ersten „Rodas do Choro“. Musiker trafen sich, um – ähnlich wie bei einer Jam-Session – Stücke aus dem klassischen Choro-Repertoire durch Improvisationen zu ergänzen.
Es dauerte aber fast weitere 50 Jahre, bis der Choro wieder salonfähig wurde. Heute ist Choro nicht nur in Rio oder São Paulo, sondern auch in New York und an der Westküste der USA „in“. Erste vorsichtige Rodas gibt es jetzt auch in Europa, vor allem in Paris, das nach wie vor eine Hochburg brasilianischer Musik in Europa ist. Oktober 2006 fand eine Roda do Choro in Hamburg (im Schanzenviertel) mit der Camerata do Choro (Leitung: Paulo Gouveia, Flöte) und Gästen aus Brasilien, darunter Wilfried Berk (Rio de Janeiro / Hannover)  an der Klarinette, statt.
Der Film Brasileirinho (2005) von Mika Kaurismäki handelt nicht nur von der Musik, vom Choro, sondern auch von den Menschen, die diese Musik spielen.
Unter anderem in seiner Suite populaire brésilienne für Gitarre widmete der Komponist Heitor Villa-Lobos sich dem Choro. Die Sätze der Suite lauten Mazurka-Chôro, Schottish-Chôro, Valsa-Chôro, Gavotta-Chôro und (als „kleiner Choro“) Chôrinho. Auch für Klavier und für Klavier mit Orchester komponierte er Choros.

## Bedeutende Choro-Komponisten und -Interpreten
- Chiquinha Gonzaga (* 1847, † 1935)
- Joaquim Calado (* 1848, † 1880)
- Viriato Figueira (* 1851, † 1883)
- Juca Kalut (* 1858, † 1922)
- Sátiro Bilhar (* 1860, † 1927)
- Ernesto Nazareth (* 1863, † 1934)
- Anacleto de Medeiros (* 1866, † 1907)
- Quincas Laranjeiras (* 1873, † 1935)
- Irineu de Almeida (* 1873, † 1916)
- Zequinha de Abreu (* 1880, † 1935)
- Patápio Silva (* 1880, † 1907)
- João Pernambuco (* 1883, † 1947)
- Tute (* 1886, † 1957)
- Pixinguinha (* 1897, † 1973)
- Luiz Americano (* 1900, † 1960)
- Benedito Lacerda (* 1903, † 1958)
- Luperce Miranda (* 1904, † 1977)
- Radamés Gnattali (* 1906, † 1988)
- Abel Ferreira (* 1915, † 1980)
- Garoto (* 1915, † 1955)
- K-Ximbinho (* 1917, † 1980)
- Jacob do Bandolim (* 1918, † 1969)
- Dino 7 Cordas (Horondino José da Silva) (* 1918, † 2006)
- Ademilde Fonseca (* 1921, † 2012)
- Waldir Azevedo (* 1923, † 1980)
- Altamiro Carrilho (* 1924, † 2012)
- Wilfried Berk (* 1940)
- Luciana Rabello (* 1961)
- Raphael Rabello (* 1962, † 1995)
- Nilze Carvalho (* 1969)